# 負曝閒談
《負曝閑談》，晚清谴责小说，作者蘧園，即歐陽巨源，共三十四回。初刊於《绣像小说》第六期，停筆於第四十一期，未完。
“負曝”一語典故出自《列子·杨朱》，是指曬太陽的意思。小說寫晚清江浙、上海、广东、北京等地的十多個小故事，前十九回寫江浙社会，二十回开始从广东维新人士转入北京官场，故后十一回多寫北京官场，反映了晚清的社會風氣和黑暗政治。作者鉅細靡遺地述說著北京城裡的店家與街道。《負曝閒談》結構類似《儒林外史》，文筆靈活，但描寫誇張失實。徐一士最愛讀該小說，以為文筆“生趣盎然，情韵不匮”。但該書缺點亦明顯，叙事随一人而起，又以其人結束，故事互不连贯，缺乏主線，人物形象單薄。該書初載於光绪二十九年六月十五日（1903年8月7日），光緒三十年十二月（1905年1月），停筆於第三十四回，由於全書情節不連貫，故無傷大雅。
1933年，徐一士将《負曝閒談》分段标点，重载上海《时事新报》副刊《青光》。1934年，上海四社出版部印行单行本。1957年，上海文化出版社重印《负曝闲谈》，自《绣像小说》辑出，與《负曝闲谈评考》本不完全相同。